# مهر (مجله)
مهر، عنوان مجله‌ای بود که از سال  ۱۳۱۲ منتشر می‌شد، مدیر این مجله مجید موقر بود، ایرج افشار هم مدتی سردبیر آن بود.

## درباره مجله
نجف دریابندری در خاطراتش درباره این مجله می نویسد:

« مجله مهر ماهانه بود و مطالب ادبی و اجتماعی می نوشت. مثل مجله سخن كه بعدها دایر شد. مجله مهر در زمان رضاشاه در می آمد... در زمان رضاشاه تعطیل شده بود، ولی چند سال بعد درآمد. مجله ی خیلی وزینی بود. [علی] دشتی و این قبیل آدمها در آن می نوشتند.»

## نویسنگان مجله
نویسنده و محققان صاحب‌نامی با این مجله همکاری می‌کردند، از جمله: سعید نفیسی، بدیع‌الزمان فروزانفر، ریچارد فرای، محمد معین ، عبدالحسین زرین‌کوب، رشید یاسمی، مجید موقر، ایرج افشار، منوچهر ستوده، علی دشتی و...